# 卡赫林湖

53°54′19.26″N 14°4′54.21″E / 53.9053500°N 14.0817250°E
卡赫林湖（德語：Kachliner See），是德國的湖泊，位於該國東北部，由梅克倫堡-前波美拉尼亞州負責管轄，處於烏瑟多姆島，面積0.94平方公里，平均水深0.5米，最大水深1.3米。